# М'їн Шве
М'їн Шве (бірм. မြင့်ဆွေ pronounced: mjɪ̰ɴ sʰwè; 24 червня 1951, Мандалай — 7 серпня 2025, Найп'їдо) — бірманський політичний діяч, виконувач обов'язків президента Республіки М'янма з 21 березня 2018 по 29 березня 2018 року та 1 лютого 2021 по 22 липня 2024 року. Обіймав посаду головного міністра провінції Янгон від 30 березня 2011 року по 30 березня 2016 року. 30 березня 2016 року, він був приведений до присяги як віцепрезидент М'янми. Етнічно М'їн Шве був моном; за фахом — колишній військовий офіцер.

## Військова кар'єра
Закінчив Академію оборони в 1971 році в рамках 15-го набору. Став бригадним генералом і командувачем 11-ї легкої піхотної дивізії в 1997 році. За 4 роки призначений командувачем південно-східного командування і увійшов до Державної ради миру і розвитку. Пізніше отримав звання генерал-майора.
М'їн Шве обійня посаду начальника управління військової безпеки після того як Кхін Ньют був заарештований в 2004 році.
На посаді командувача Янгонського військового округу М'їн Шве заарештував членів сім'ї У Не Віна після передбачуваного перевороту в 2002 році, коли змова була розкрита; заарештував Кхін Ньюта і його соратників у 2004 році; провів чистку у військовій розвідці після шафранової революції в 2007 році. Його дії після циклону «Наргіс» були піддані критиці.

## Політична кар'єра

### Головний міністр регіону Янгон
М'їн Шве був призначений головним-міністр округу Янгон після загальних виборів в 2010 році президентом Тейн Сейном.

### Віцепрезидент
11 березня 2016 року фракція військових депутатів на зборах Союзу номінувала його на посаду віце-президента М'янми. 15 березня 2016 року він отримав 213 голосів, після чого став першим віце-президентом кабінету Тхін Чжо, був приведений до присяги 30 березня 2016 року.

### Президент
1 лютого 2021 року в ході військового перевороту був призначений на посаду тимчасового президента М'янми.
18 липня 2024 року державні ЗМІ М'янми повідомили, що М'їн Шве страждає неврологічними розладами та периферичною невропатією, додавши, що він проходить медичне лікування з початку 2024 року і не може приймати їжу або виконувати інші основні функції. 22 липня 2024 року він взяв відпустку через хворобу і передав свої обов'язки президента Мін Аун Хлайну як виконувач обов'язків.

## Смерть
Помер 7 серпня 2025 року на 74-му році життя після тривалої хвороби у військовому шпиталі в Найп'їдо.